# Carl Abegg (Unternehmer)
Carl Abegg (* 20. Oktober 1860 in Hottingen; † 16. September 1943 in Zürich) war ein Schweizer Textilfabrikant.

## Leben und Werk

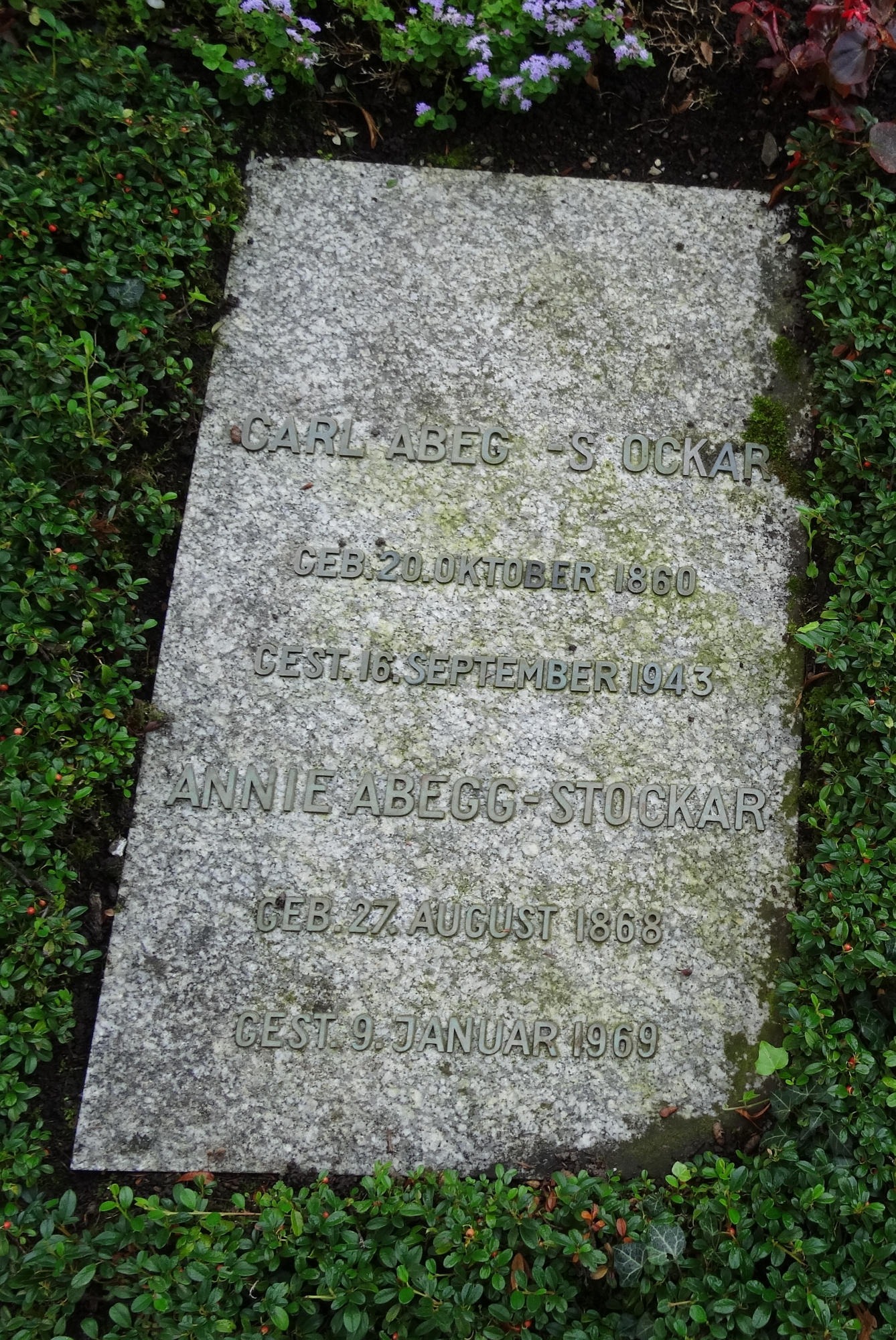
Grab, Friedhof Enzenbühl, Zürich

Carl Abegg ein Sohn des Carl Abegg-Arter und Bruder von August Abegg.
Von 1877 bis 1881 bildete sich Carl Abegg in Norditalien im Seidenhandel und der Seidenproduktion aus. 1881/1882 hielt er sich in New York auf. 1883/1884 unternahm er eine Studienreise in den Fernen Osten.
1885 gründete Abegg in Zürich sein eigenes internationales Textilunternehmen für Seidenproduktion und Rohseidenhandel. 1894 errichtete er in Kolomna bei Moskau eine Seidenzwirnerei und leitete sie bis zum Jahr 1918. Im folgenden Jahr 1919 übernahm sein Sohn Carl Julius Abegg die Führung des Betriebes.
Carl Abegg war Mitglied im Verwaltungsrat der Seidenwebereien Stünzi (1899–1935, Präsident: 1899–1908), der Schweizerischen Rückversicherungsgesellschaft (1910–1935), der Schweizerischen Kreditanstalt (1911–1939), der Zürich Versicherungsgesellschaft (1912–1937) und der Maggi AG (1913–1941, Präsident: 1916–1938).
Abegg war er mit Anna Henriette Stockar (1868–1969) verheiratet. Ihr gemeinsamer Sohn war der Seidenindustrielle, Sammler und Mäzen Werner Abegg.
Carl Abegg fand seine letzte Ruhestätte  auf dem Friedhof Enzenbühl in Zürich.